# 유로댄스
유로댄스(Eurodance)는 1980년대 초반에 생긴 전자 음악 장르의 일종이다. 이 장르의 곡은 테크노, Hi-NRG, 하우스, 디스코의 요소를 포함한다. 1990년대 초에 탄생한 순간부터 지금까지 이 장르의 음악에는 트랜스와 테크노의 요소를 포함한 스타일의 멜로디를 사용한다. 유로댄스 음악은 많은 선율적인 보컬과 랩의 조합에 의한 영향을 받고 있다.

## 같이 보기
- 유로팝
- 유로디스코
- 유로비트